# Castelnau-Rivière-Basse
Castelnau-Rivière-Basse é uma comuna francesa na região administrativa de Occitânia, no departamento dos Altos Pirenéus. Estende-se por uma área de 18,5 km², Em 2010 a comuna tinha 636 habitantes (densidade: 34,4 hab./km²)..